# Zam Zam
Pour l’article homonyme, voir Zam-Zam.
Albums de Yannick Noah
Urban Tribu
(1993) Yannick Noah
(2000)
Singles
1. Oh rêve
Sortie : 18 juillet 1997

Zam Zam est le troisième album de Yannick Noah sorti le 4 mai 1998. C'est son premier album en français et avec les Zam Zam.

## Titres
| No  | Titre                     | Durée |
| --- | ------------------------- | ----- |
| 1.  | Yaka                      |       |
| 2.  | Madingwa                  |       |
| 3.  | Ô Panama                  |       |
| 4.  | Yéyéyé                    |       |
| 5.  | Vagabond (pour de bon)    |       |
| 6.  | NPFLG                     |       |
| 7.  | Nous                      |       |
| 8.  | Cool Med                  |       |
| 9.  | Les frites                |       |
| 10. | Oh rêves                  |       |
| 11. | Madingwa (version longue) |       |